# Babe Paley

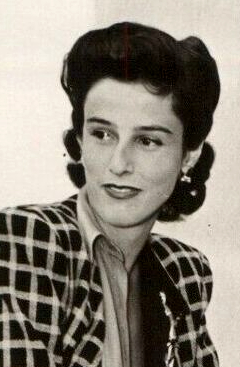
Barbara Paley, 1940

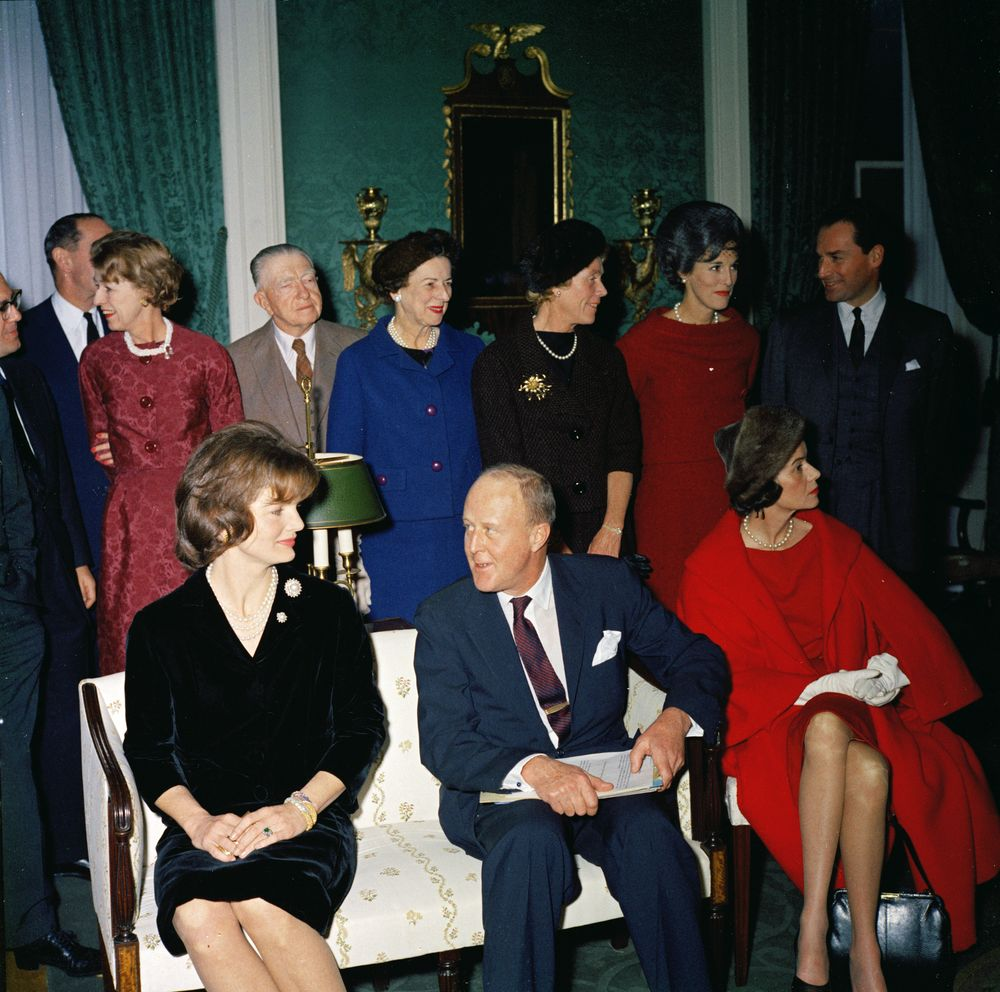
Barbara Paley (2. Reihe, 2. von rechts) als Gast von Jacqueline Kennedy im Weißen Haus, 1961

Barbara „Babe“ Cushing Mortimer Paley, geb. Cushing (* 5. Juli 1915 in Boston, Massachusetts; † 6. Juli 1978 in Manhattan, New York City), war eine US-amerikanische Journalistin und Dame der High Society sowie eine Mode-Ikone des 20. Jahrhunderts.

## Leben
Paley war die Tochter Harvey Cushings, eines Neurochirurgen und Professors für Chirurgie an den Universitäten Johns Hopkins, Yale und Harvard, und dessen Frau Katharine Stein Crowell Cushing.
Im Oktober 1934, während sie an der Westover School in Middlebury, Connecticut studierte, hatte sie ihr Debüt in der Gesellschaft, in der Gegenwart der Söhne des Präsidenten Franklin D. Roosevelt. Ihr Debüt fand während der Großen Depression viel Beachtung  und markierte den Beginn ihrer Karriere als Gesellschaftsdame. Im Jahr 1934 absolvierte sie die Winsor School in Boston, Massachusetts.
Im Jahr 1938 begann sie mit ihrer Arbeit als Mode-Redakteurin für die Vogue in New York. Aus diesem Grund hatte sie Zugang zu Designerkleidung. Dies führte zu ihrem luxuriösen und glamourösen Lebensstil. Im Jahr 1941 wählte das Time Magazine Babe Paley als die am zweitbesten gekleidete Frau der Welt, nach Wallis Simpson und vor Aimée de Heeren. Später wurde sie in die Liste der am besten gekleideten Frauen in den Jahren 1945 und 1946 aufgenommen.
1947 heiratete Paley in zweiter Ehe den Journalisten William S. Paley und gab ihre Arbeit bei der Vogue danach auf.
Im Jahr 1958 wurde sie in die International Best Dressed List (Internationale Bestgekleideten-Liste) aufgenommen.
1974 wurde bei Paley, die starke Raucherin war, Lungenkrebs diagnostiziert. Vier Jahre später starb sie an den Folgen der Erkrankung.

## Darstellung in der Literatur
Barbara Paley gehörte ab Januar 1955 zum engsten Freundeskreis des Schriftstellers Truman Capote. Er besuchte das Ehepaar häufig in dem Haus, das es auf Long Island bewohnte, ebenso auf Jamaica und an anderen Orten. In einem seiner Notizhefte bemerkte er: „Mrs. P. hatte nur einen Fehler: Sie war vollkommen. Davon abgesehen war sie vollkommen.“
Als Capote jedoch seine satirische Erzählung La Côte Basque veröffentlichte, die im November 1965 in der Zeitschrift Esquire erschien, beendete Paley die Freundschaft, da sie sich in einer der Figuren wiedererkannte.